# Maurice Piot
Pour les articles homonymes, voir Piot.
Maurice Piot, né le 14 juillet 1912 à Saint-Quentin et mort le 22 mai 1996 dans le 13e arrondissement de Paris, est un escrimeur français ayant pour arme le sabre. 
Il obtient une médaille de bronze aux Jeux olympiques d'été de 1952 à Helsinki en sabre par équipes.
Il est le neveu de l'escrimeur français Jean Piot.